# Digitalni identifikator objekta
Digitalni identifikator objekta (DOI) je niz znakova ("digitalni identifikator") koji na jedinstven način određuje neki objekt, kao što je elektronski dokument. 
Dodatni podatci (meta-podatci) o objektu su pridruženi njegovom DOI-ju te mogu sadržavati objektovu lokaciju, kao što je primjerice internetska poveznica na kojoj se može naći objekt. DOI za neki dokument je trajan, dok se njegovu lokaciju ili druge podatke može mijenjati. Pozivati neki dokument na Internetu prema njegovom DOI-ju je pouzdanije, jer ako se lokacija dokumenta promijeni, njegov izdavač samo treba osvježiti meta-podatke za odgovarajući DOI i unijeti novu lokaciju dokumenta.
Međutim, za razliku od internetskih poveznica, sustav DOI nije otvoren svima. Samo organizacije koje udovoljavaju određenim ugovornim obvezama ovog sustava i koje su spremne platiti članstvo mogu dodjeljivati DOI-je elektronskim objektima. Sustav DOI se primjenjuje kao federacija registriranih agencija, kojom koordinira Međunarodna fondacija DOI, koja je razvila i koja kontrolira sustav DOI. Sustav DOI-ja se je razvijalo i primjenjivalo za mnoštvo izdavačkih okruženja i aplikacija od 2000. godine. Koncem 2009. je godine je preko četiri tisuće organizacija dodijelilo više od 43 milijuna DOI-ja.

## Vanjske poveznice
- Sustav DOI